# Pflanzen gegen Zombies
Pflanzen gegen Zombies (im Original Plants vs. Zombies) ist ein 2009 von PopCap Games und seit 2011 von Electronic Arts veröffentlichtes Tower-Defense-Computerspiel, in dem der Spieler sein Haus mit Hilfe verschiedener Pflanzen gegen angreifende Zombies verteidigen muss. Der Titel ist für diverse Plattformen als digitaler Download erschienen sowie in Nordamerika und Europa für ausgewählte Plattformen auch als Einzelhandelsversion. Das Originalspiel dient als Fundament für ein erfolgreiches Franchise, das einige Ableger hervorgebracht hat. Der direkte Nachfolger Pflanzen gegen Zombies 2 erschien 2013. Ein Shooter Spin-Off namens Pflanzen gegen Zombies: Garden Warfare erschien im Februar 2014. Im Jahr 2016 folgte Pflanzen gegen Zombies: Garden Warfare 2. Das Sammelkarten-Videospiel Plants vs. Zombies Heroes erschien im Oktober 2016 für iOS. 2019 folgte Pflanzen gegen Zombies: Battle for Neighborville. Das dritte Spiel der Hauptserie Pflanzen gegen Zombies 3 befindet sich aktuell in Entwicklung.

## Geschichte
Pflanzen gegen Zombies wurde im Jahr 2009 von PopCap Games veröffentlicht und von George Fan entworfen. Das Spiel war ein Tower-Defense-Titel mit festgelegtem Kaufpreis, ohne Werbung oder zusätzliche kostenpflichtige Inhalte. Es war zunächst für PC erhältlich und wurde später auf zahlreiche weitere Plattformen portiert. Der Titel erhielt positive Kritiken und erzielte in kurzer Zeit hohe Verkaufszahlen. Innerhalb der ersten neun Tage wurden über 300.000 Einheiten verkauft.  Es zeichnete sich durch ein einfaches Spielprinzip, eine klare Struktur und eine große inhaltliche Vielfalt aus. Das Spiel war kostenpflichtig (2,99 US-Dollar) und verzichtete auf Werbung und Mikrotransaktionen.
2011 wurde das Entwicklerstudio PopCap von Electronic Arts (EA) übernommen. Gleichzeitig wurde der ursprüngliche Entwickler George Fan entlassen. Nach eigenen Angaben sprach er sich gegen Mikrotransaktionen im Spiel aus.
2013 erschien Plants vs. Zombies 2 als Nachfolger. Im Unterschied zum ersten Teil wurde ein Free-to-Play-Modell mit optionalen In-App-Käufen eingeführt. Spieler konnten zusätzliche Inhalte wie Pflanzen, Upgrades oder Spielvorteile käuflich erwerben. Einzelne Abschnitte des Spiels waren sowohl durch Fortschritt als auch durch direkte Bezahlung zugänglich. Das Spiel wurde in mehreren Sprachen veröffentlicht und auf verschiedenen Plattformen bereitgestellt. Trotz der Kritik am Monetarisierungsmodell konnte Plants vs. Zombies 2 hohe Downloadzahlen verzeichnen. Innerhalb von zwei Wochen wurde das Spiel über 25 Millionen Mal heruntergeladen. Die Anzahl der Inhalte stieg im Vergleich zum Vorgänger deutlich an, ebenso die Levelanzahl. Kritik richtete sich verstärkt gegen Werbeeinblendungen, die in wachsender Zahl vor, während und nach Spielabschnitten erschienen.
Neben dem Tower-Defense-Kernspiel erschienen in den Folgejahren auch Ableger in anderen Spielgenres. 2014 veröffentlichte EA Plants vs. Zombies: Garden Warfare, ein Mehrspieler-Shooter im dritten Person-Perspektive. 2016 folgte Garden Warfare 2. Beide Titel nutzten eigene Monetarisierungsmodelle und wurden auf Konsolen sowie PC veröffentlicht.
2019 folgte Plants vs. Zombies: Battle for Neighborville. Das Spiel setzte die Shooter-Reihe fort und wurde vorab durch einen Trailer angekündigt. Die Veröffentlichung erfolgte mit einer festen Preisstruktur und zusätzlichen kostenpflichtigen Inhalten. Im Laufe der Zeit wurden technische Probleme, Anpassungen im Gameplay sowie die Einführung weiterer Kaufoptionen dokumentiert. Der aktive Support wurde nach elf Monaten eingestellt.  Das Spiel erhielt überwiegend negative Rückmeldungen. Kritisiert wurden technische Mängel, unausgerehntes Spieldesign und kostenpflichtige Inhalte trotz Vollpreisspiels. Nach elf Monaten wurde die Weiterentwicklung eingestellt.
Parallel dazu begann die Entwicklung von Plants vs. Zombies 3. Erste Testversionen wurden ab 2020 bereitgestellt. Die Reaktionen fielen überwiegend negativ aus. Das Spiel wies grundlegende Änderungen im Design und Gameplay auf. Dazu zählten die Umstellung von Quer- auf Hochformat, der Wechsel von 2D- auf 3D-Grafik sowie eine vereinfachte Spielstruktur mit reduzierten Interaktionsmöglichkeiten. Die visuelle Gestaltung wurde häufig kritisiert, ebenso die geringe Animationsqualität. Monetarisierungs- und Werbestrategien blieben Bestandteil. Mehrere Überarbeitungen und Neuveröffentlichungen (2021, 2022, 2024) führten nicht zu signifikanten Verbesserungen in der öffentlichen Wahrnehmung. Einzelne Versionen wurden zeitweise aus dem App Store entfernt und später in überarbeiteter Form erneut bereitgestellt. Die Entwicklung von Plants vs. Zombies 3 ist bis 2025 nicht abgeschlossen.
Die Serie Pflanzen gegen Zombies wird heute häufig als Beispiel für den Einfluss aggressiver Monetarisierungsstrategien auf Spielqualität und Nutzerakzeptanz genannt. Während der erste Teil durch Nutzerfreundlichkeit und ein durchdachtes Spieldesign auffiel, steht die Reihe heute exemplarisch für negative Entwicklungen im Mobile-Gaming-Bereich.

## Spielprinzip
Ziel des Spiels ist es, das eigene Haus (am linken Bildschirmrand) gegen eine Horde von rechts kommender Zombies zu verteidigen, indem man in Vorgarten, Hinterhof und auf dem Dach eine Verteidigung aus meistens unterschiedlich wehrhaften Pflanzen und Pilzen errichtet, die anschließend die angreifenden Gegner attackieren. Das Platzieren der Pflanzen kostet Sonnenlicht, das einerseits vom Himmel fällt, andererseits von Sonnenblumen und -pilzen generiert wird und in beiden Fällen vom Spieler aufgesammelt werden muss. In der ursprünglichen, für Windows erschienenen Version stehen insgesamt 49 unterschiedliche Pflanzen- und Pilzarten zur Verfügung, um gegen die 26 verschiedenen Gegnertypen zu bestehen. Diese sind jedoch nicht alle parallel nutzbar, so können Pilze etwa nur bei Nacht eingesetzt werden, einige Pflanzen eignen sich nur für den Pool im Hinterhof-Levels und andere sind für die letzten Dach-Level konzipiert. Faktisch gibt es für jeden Gegner eine Pflanze zur Abwehr.

## Spielmodi
Der zentrale Spielmodus heißt Abenteuer und besteht aus 50 aufeinanderfolgenden Levels, die zunächst im Vorgarten und im Hinterhof – jeweils bei Tag und Nacht – und schließlich auf dem Dach des Hauses spielen. Durch die Level führt Crazy Dave (in der deutschen Version Deppie Dave), ein Nachbar, der dem Spieler einerseits Tipps gibt und andererseits im Kofferraum seines Wagens einen Shop betreibt, in dem der Spieler sich mit diversen Erweiterungen eindecken kann, die er mit von Zombies fallengelassenen Münzen bezahlt. Außerdem werden im Laufe des Spiels immer neue Pflanzentypen und Spielmodi freigeschaltet, bis es im letzten Level gilt, gegen den Endgegner Dr. Zomboss zu bestehen. Im Anschluss kann neben den zahlreichen anderen Spielmodi auch der Abenteuer-Modus auf einer höheren Schwierigkeitsstufe erneut gespielt werden, wobei drei der zur Verfügung stehenden Pflanzen von Dave zufällig ausgewählt werden und damit eine geringere Zahl an Slots für eigene Pflanzen zur Verfügung steht.
Ein weiterer Spielmodus ist zunächst Mini-Games, der 20 Minispiele wie Nuss-Bowling, Beghouled (eine Bejeweled-Version) und Hau den Zombie (eine Variation des Whac-A-Mole-Spiels) enthält. Einige dieser Spiele sind auch Teil des Abenteuer-Modus. Die für Apples iPad erschienene Version enthält zudem das Spiel Buttered Popcorn.
Daneben existieren die Modi Rätsel und Überleben; ersterer enthält jeweils 10 Level der Spiele Vasenbrecher und I, Zombie, letzterer ist erst nach Abschluss des Abenteuer-Modus spielbar und besteht aus weiteren 10 Levels, in denen der Spieler mehrere Runden in Folge mit der gleichen Verteidigung überleben muss. Das Bestehen dieser Level schaltet schließlich beim Rätsel- und Überlebensmodus die endgültigen Endloslevel frei. Bei Überleben (Endlos) kann dabei bei einer beliebig großen Zahl an Runden mit gleicher Verteidigung gespielt werden.
Ebenfalls erst nach Durchspielen des Abenteuer-Modus wird ein Zengarten freigeschaltet, in dem der Spieler Pflanzen züchten kann, die die Zombies nun gelegentlich fallen lassen und die bei entsprechender Pflege weitere Münzen generieren, die ihrerseits wieder in Erweiterungen für den Garten gesteckt werden können. Zudem kann der Spieler einen Baum der Weisheit züchten, der zahlreiche Tipps zum Spiel und einige Cheats parat hat.

## Stil
Das gesamte Spiel ist comicähnlich und humorvoll gestaltet. So gibt es einen Almanach (das Vorstadt-Lexikon), in dem sämtliche bereits bekannten Zombie- und Pflanzenarten mit einer kurzen Geschichte verzeichnet sind und als Persönlichkeiten mit für Kurzbiographien klischeemäßig üblichen Aspekten wie Lieblingsfernsehsendung vorgestellt werden; das Durchspielen wird mit dem eigens erstellten Musikvideo Zombies on your Lawn in Spielgrafik belohnt und der Hilfemodus des Spiels besteht aus einem von den Zombies unterzeichneten Zettel, der erklärt: „Wenn die Zombies auftauchen, verhalte dich einfach ruhig und tu gar nichts. Du gewinnst das Spiel, wenn die Zombies dein Hauss [sic!] erreichen“ (engl. „When the Zombies show up, just sit there and don’t do anything. You win the game when the Zombies get to your houze“).
Auch enthält das Spiel zahlreiche Anspielungen auf Erscheinungen der Popkultur, insbesondere in den Namen der Minispiele, die Beghouled (eine Anspielung auf das Onlinespiel Bejeweled), Portal Combat (eine Anspielung auf die Computerspiele Mortal Kombat und Portal) oder All your brains r belong to us (eine Anspielung auf das im Internet berühmte Zitat „All your base are belong to us“) lauten. Auf einige dieser Witze mussten die Entwickler aus rechtlichen Gründen allerdings verzichten: So wurde der ursprünglich geplante Titel Lawn of the Dead, der auf den Film Dawn of the Dead anspielen sollte, verworfen und das Design des Dancing Zombies, dessen Outfit ursprünglich an Michael Jackson in seinem Musikvideo Thriller erinnerte, nachträglich geändert.

## Musik
Die Musik wurde von der freien Mitarbeiterin Laura Shigihara komponiert, die auch das freischaltbare Lied Zombies on your Lawn geschrieben und gesungen hat.

## Veröffentlichung
Im europäischen Raum ist die DS-Version am 15. April 2011 erschienen. Eine leicht gekürzte Fassung der DS-Version erschien am 6. Mai 2011 als DSiWare. Am 21. Februar 2012 veröffentlichte der Entwickler PopCap Games eine Version für die PlayStation Vita.
Der Nachfolger Plants vs. Zombies 2 erschien 2013. Ein weiterer Nachfolger Pflanzen gegen Zombies: Garden Warfare erschien im Februar 2014. Das Sammelkarten-Computerspiel Plants vs. Zombies Heroes erschien im Oktober 2016 für iOS.

## Rezeption
National und international erhielt das Spiel – trotz des noch immer unüblichen Vermarktungsweges über das Internet und des vergleichsweise einfachen Spielprinzips – ausgezeichnete Kritiken. So wurde es von der englischsprachigen Seite IGN.com mit 9,0 von 10 Punkten bewertet, das deutsche Magazin PC Games vergab ebenfalls eine Wertung von 90 %. Auf Gamerankings.com wurde das Spiel im Schnitt mit 88,32 % bewertet.
Auch außerhalb der Fachpresse erregte das Spiel Aufsehen und erhielt positive Kritiken unter anderem in der New York Times und im Independent.
Im Jahr 2009 wurde das Spiel zudem mehrfach ausgezeichnet: Die Seite gamebrit.com kürte es zum „PC Game of the Year“, Ellie Gibson erklärte es auf eurogamer.net zu ihrem „Spiel des Jahres“, von MTV wurde es mit einem fünften Platz unter den „Multiplayer’s Top 5 Games of 2009“ ausgezeichnet und von USA Today und CNN erhielt es jeweils den Titel des „Best Strategy Game of 2009“. Von der Website iVillage.com wurde es schließlich zu den 16 besten Spielen aus dem Jahr 2009 für Schüler gezählt.
Für den Game Developers Choice Award 2010 war das Spiel in den Kategorien „Best Game Design“, „Innovation“ und „Best Downloadable Game“ nominiert, konnte aber keinen der Preise gewinnen.

## Trivia
- Mit der Erweiterung Cataclysm wurde bei World of Warcraft die Questreihe Peacebloom vs. Ghouls eingeführt, durch deren Abschluss man ein neues WoW-Haustier erringen kann: Eine singende Sonnenblume, gesprochen von Laura Shigihara.[27] Die gesamte Questreihe ist – wie das Haustier – eine Hommage an Plants vs. Zombies.

- Im Spiel gibt es eine Spielfigur, den Zomboni, einen Zombie, der eine Eisbearbeitungsmaschine mit einem großen Z auf der Motorhaube fährt. Im Pflanzen- und Zombielexikon im Spiel wird auf die Genehmigung durch die Firma Zamboni und auf deren Website hingewiesen.